# Polizeidienstschule (Berlin-Köpenick)

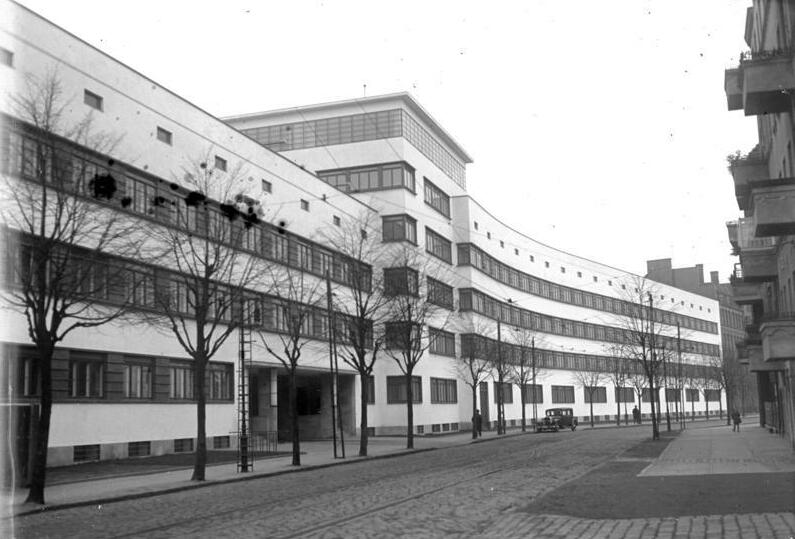
Polizei-Offiziers-Schule Köpenick (1932)

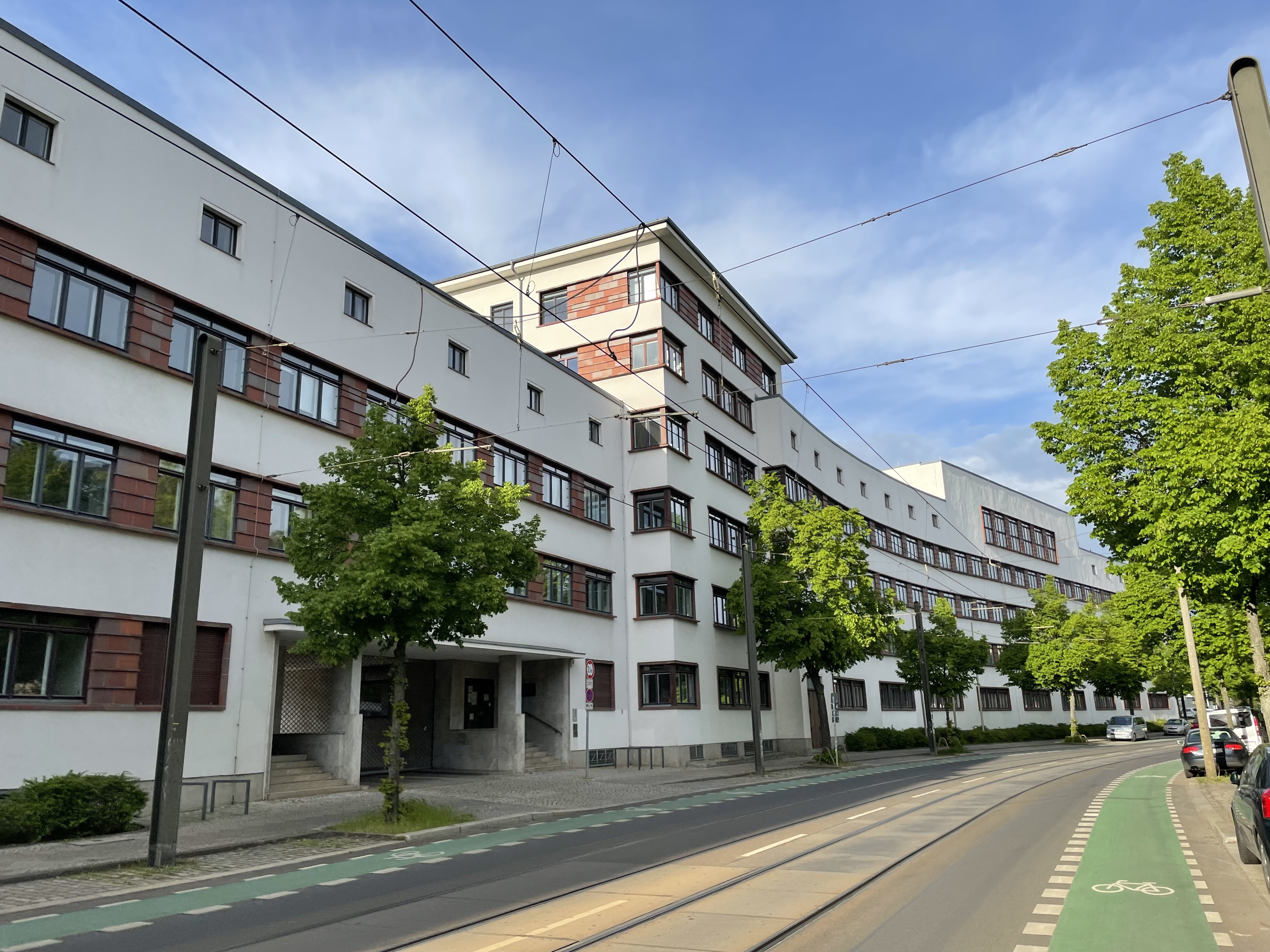
Finanzamt Treptow-Köpenick (2021)

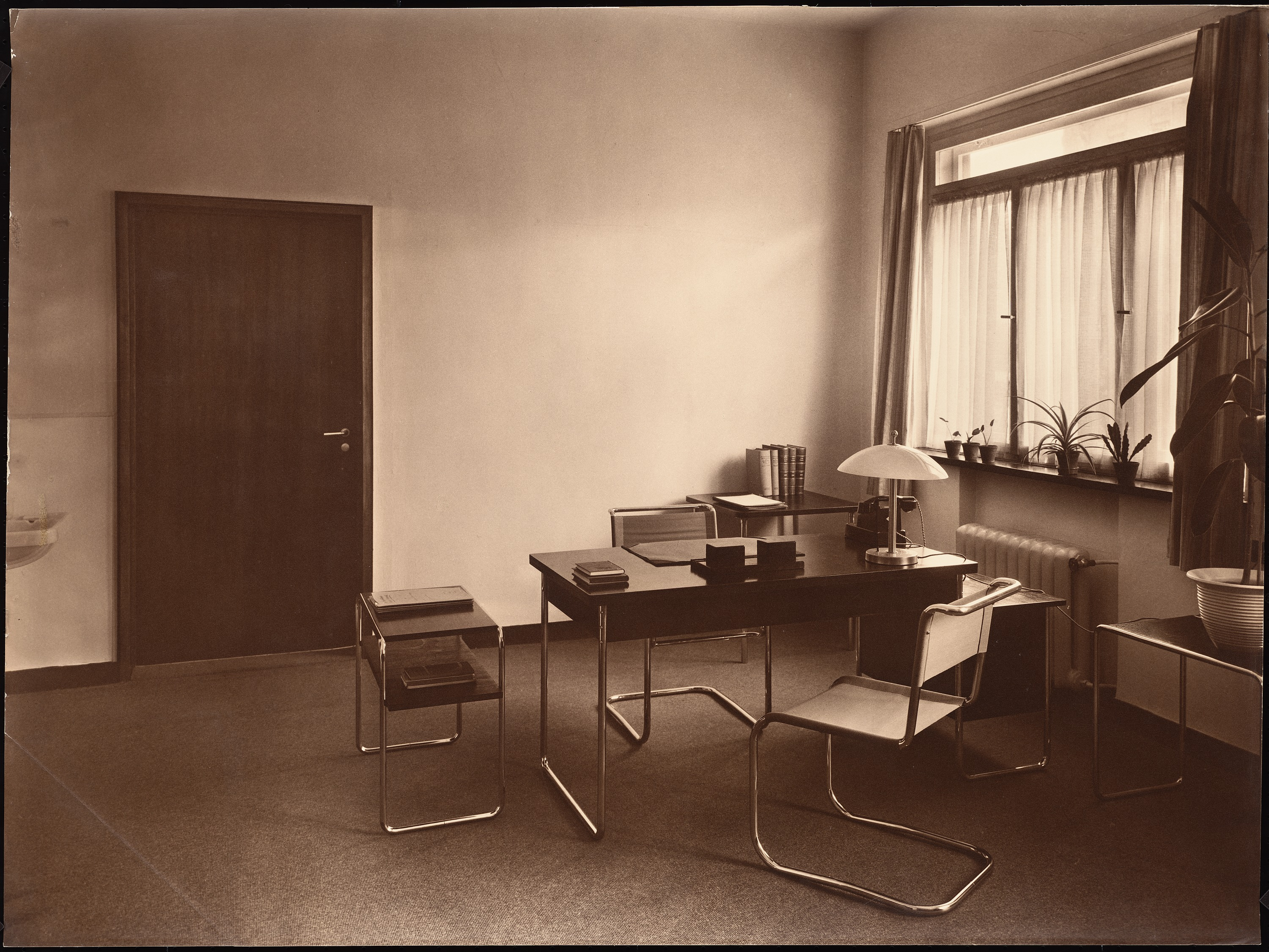
Moderne Büroeinrichtung im Bauhaus-Stil, ca. 1931

Die Polizeidienstschule (früher Polizei-Offiziers-Schule) war eine Polizeischule in Berlin-Köpenick. Das 1931 eingeweihte Gebäude ist ein denkmalgeschütztes Bauwerk in der Seelenbinderstraße 91, 93, 95, 97 und 99. Heute ist das Gebäude Sitz des Finanzamts Treptow-Köpenick.

## Geschichte und Funktion des Gebäudes
Das Gebäude entstand von 1930 bis 1931 in der damaligen Kaiser-Wilhelm-Straße (heute Seelenbinderstraße) nach Plänen von Conrad Beckmann. Im Auftrag der preußischen Bau- und Finanzdirektion entstanden eine Polizeischule sowie ein Polizeirevier. Während der Zeit des Nationalsozialismus fand in der Schule Unterricht für Polizisten der Ordnungspolizei statt. Bis 1938 wurde sie von Reiner Liessem kommandiert. Dort lehrte unter anderem Ernst Rode.
Nach dem Ende des Zweiten Weltkrieges übernahm der NKWD das Gebäude und richtete im Keller sowie in der Garage ein Sammelgefängnis für potenzielle NS-Verbrecher ein. Diese Personen sowie weitere „feindliche Elemente“ wurden von der Roten Armee festgenommen, ohne anwaltlichen Beistand zu Lagerhaft verurteilt und in das Speziallager Nr. 7 Sachsenhausen sowie in das Speziallager Ketschendorf transportiert. An diese Zeit erinnert heute eine Gedenktafel, die am 13. Dezember 2000 am Haupteingang angebracht wurde. Sie trägt folgende Inschrift: „In diesem Haus, einer ehemaligen Polizeikaserne, / befand sich von 1945 bis 1947 ein Stützpunkt / des sowjetischen Geheimdienstes NKWD. / Nach Kriegsende wurde im Keller / dieses Gebäudes zahlreiche / Bürgerinnen und Bürger interniert / und von hier in Straflager deportiert, / wo viele von ihnen umgekommen sind.“ 1947 bezog die Verwaltungsschule der Stadt die Räume der ehemaligen Offiziersschule; nach der Gründung der DDR ein Wachregiment der Kasernierten Volkspolizei. Von 1972 bis zur Wiedervereinigung wurde das Bauwerk vom Bereich Militärbauwesen des Verteidigungsministeriums genutzt und anschließend an die Bundeswehr übergeben. Seit 1991 ist es Sitz des Finanzamtes Treptow-Köpenick.